# پیو، یووی، هاوایی
پیو (به انگلیسی: Puʻuwai) یک منطقهٔ مسکونی در ایالات متحده آمریکا است که در شهرستان کائوآئی، هاوایی واقع شده‌است.